# Francis William Aston
Francis William Aston (ur. 1 września 1877 w Birmingham, zm. 20 listopada 1945 w Cambridge, Wielka Brytania) – profesor fizyki Uniwersytetu w Cambridge (Anglia).
Prowadził prace badawcze nad promieniami kanalikowymi; wraz z Josephem Johnem Thomsonem wykazał istnienie dwu trwałych izotopów neonu (1913). Jest obok J.J. Thomsona jednym z ojców spektrometrii mas – konstruktorem spektrometru mas. Zidentyfikował większość (213 z 276) znanych izotopów trwałych. Za te badania otrzymał Nagrodę Nobla w dziedzinie chemii w roku 1922. Został również członkiem Royal Society w Londynie i członkiem korespondentem Akademii Nauk ZSRR.